# Anna Dylikowa

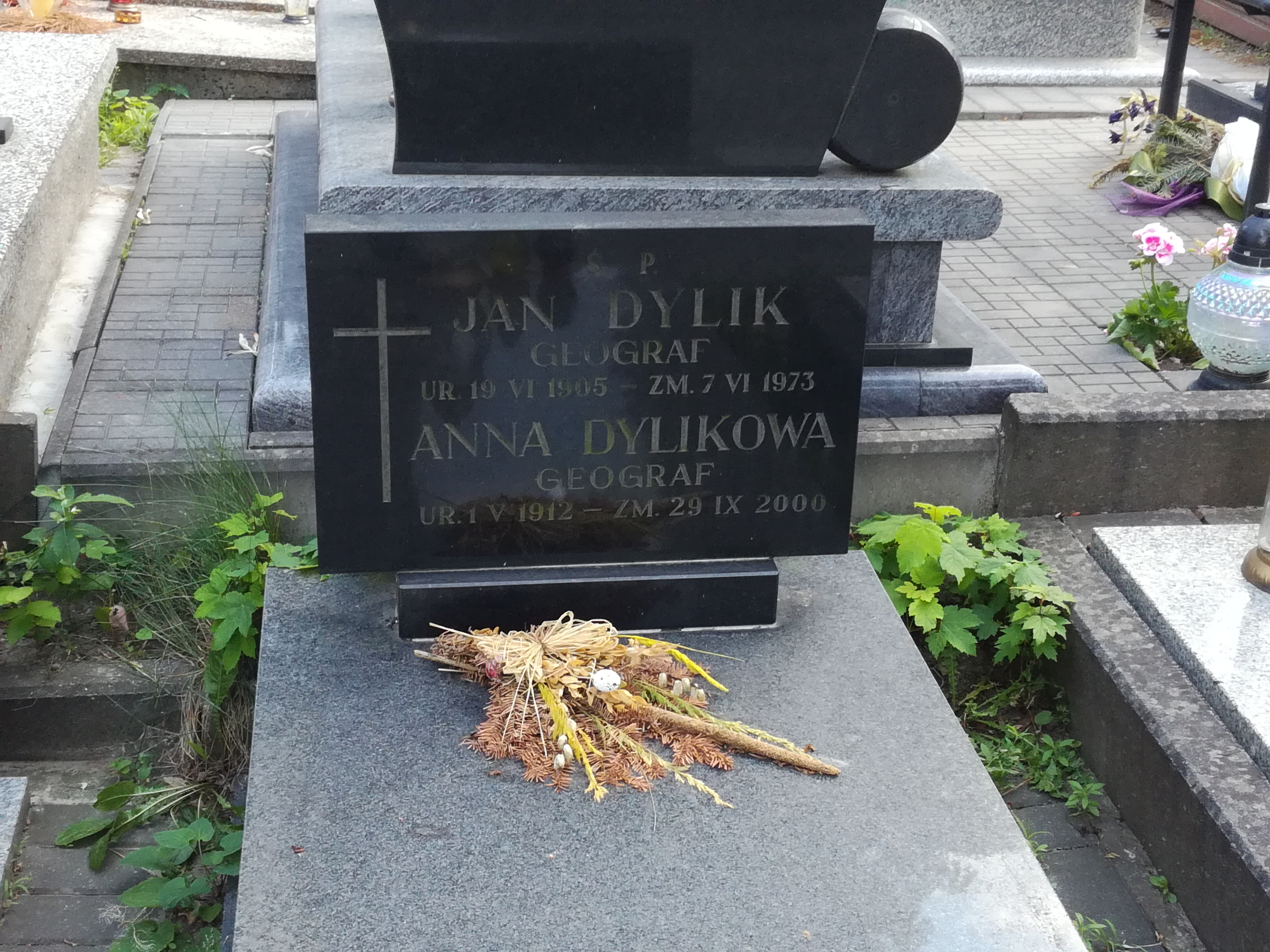
Grób Anny i Jana Dylików na Starym Cmentarzu w Łodzi

Anna Dylikowa (także: Anna Dylik; ur. 1 maja 1912 w Krakowie, zm. 29 września 2000 w Łodzi) – polska geograf i geomorfolog. Żona Jana Dylika.

## Życiorys
Córka lekarza psychiatry Stefana Borowieckiego i Jadwigi Świętochowskiej. W 1935 ukończyła studia na Uniwersytecie Poznańskim, w latach 1937–1939 komendantka żeńskiej komendy łódzkiej chorągwi harcerek ZHP. W czasie wojny uczestniczka ruchu oporu i organizatorka tajnego nauczania (1940-1944).
Profesor Uniwersytetu Łódzkiego od 1965 roku. W latach 1975–1982 dyrektor Instytutu Geografii UŁ. Członek Łódzkiego Towarzystwa Naukowego oraz Polskiego Towarzystwa Geologicznego. Przewodnicząca Zgromadzenia Głównego Polskiego Towarzystwa Geograficznego (1981–1990). Założycielka Olimpiady Geograficznej (1974) i długoletnia (aż do śmierci) przewodnicząca Komitetu Głównego Olimpiady.
Zginęła tragicznie, potrącona przez nietrzeźwego rowerzystę, pochowana na Starym Cmentarzu w Łodzi przy ul. Ogrodowej.

## Wybrane publikacje
- O metodzie badań strukturalnych w morfologii glacjalnej (1952)
- Geografia Polski. Krainy geograficzne (1973)
- Ziemia i człowiek (współautor) (1992)

## Nagrody i odznaczenia
opracowano na podst. materiału źródłowego
- Nagroda resortowa II stopnia (1970, 1977), I stopnia (1974)
- Nagroda miasta Łodzi (1979)
- Krzyż Oficerski Orderu Odrodzenia Polski
- Krzyż Kawalerski Orderu Odrodzenia Polski
- Złoty Krzyż Zasługi
- Medal 40-lecia Polski Ludowej
- Medal Komisji Edukacji Narodowej
- Odznaka tytułu Zasłużony Nauczyciel PRL
- Krzyż „Za Zasługi dla ZHP”
- Medal 40-lecia miasta Łodzi
- Medal Uniwersytetu w Liège (Belgia)